# Philodendron atabapoense
Philodendron atabapoense är en kallaväxtart som beskrevs av George Sydney Bunting. Philodendron atabapoense ingår i släktet Philodendron och familjen kallaväxter. Inga underarter finns listade.